# Klas Kärre
Klas Kärre (Estrasburgo, França, 12 de janeiro de 1954) é um imunologista sueco.
Kärre obteve um doutorado em 1981 no Instituto Karolinska onde é professor de imunologia molecular desde 1993.
Kärre tornou-se membro do Nobel Committee for Physiology or Medicine em 2006 e seu chairman em 2009. Em 2009 foi eleito membro da Academia Real das Ciências da Suécia. Kärre é membro do conselho das Reuniões de Prêmios Nobel em Lindau.
Recebeu o Prêmio William B. Coley de 1998.